# Wt (Web Toolkit)
Wt (ausgesprochen „Witty“) ist eine freie C++-Bibliothek zur Entwicklung von Webanwendungen.
Wt ermöglicht, in C++ komplette Ajax-Anwendungen (Fast-CGI oder Standalone) zu entwickeln. Die API ist durch GUI-APIs inspiriert; insbesondere weist Wt Ähnlichkeiten zu Qt auf und macht auch die Zusammenarbeit mit diesem möglich.
Wt ist doppellizenziert unter der proprietären Developer-based Commercial License und der freien GNU General Public License (GPL).

## Eigenschaften
- Gleiches Verhalten unabhängig von der JavaScript / Ajax Unterstützung des Webbrowsers, soweit dies möglich ist.
- Funktionen für ein besseres Data Binding
- Progressive Verbesserung
- Integrierte Unterstützung von Unicode (UTF8, UTF16).

## Verwendungsbeispiele
- Protein Energy Landscape Exploration, Barcelona Supercomputing Center